# Distretto di Keewatin

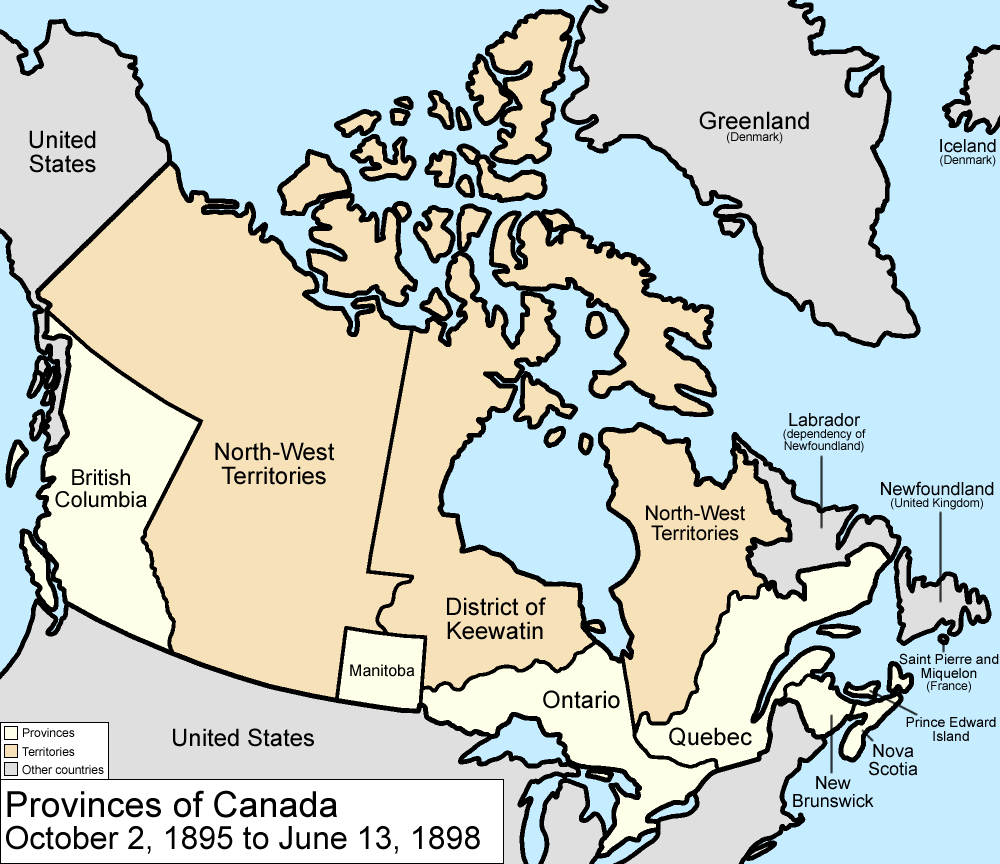
Al centro il distretto di Keewatin nel 1895

Il distretto di Keewatin è stato un territorio del Canada e poi uno distretto amministrativo dei Territori del Nord-Ovest. Il nome "Keewatin" ha radici algonchine e significa vento del nord.

## Storia 1876 - 1905 (territorio)
Il distretto di Keewatin è stato creato, con il passaggio del Keewatin Act, il 12 aprile 1876 da parte dei Territori del Nord-Ovest, Canada. Il distretto cessò di essere un territorio indipendente nel 1905 e fu restituito ai Territori. Al momento della sua abolizione copriva un'area di 590.932 km², circa la dimensione del Saskatchewan. Alla data della sua creazione, nel 1876 includeva la maggior parte dell'odierno Manitoba, la regione nord-occidentale dell'Ontario e la parte meridionale del Nunavut. Il suo territorio venne ridotto nel corso degli anni a favore di altre province (Manitoba e Ontario).
La sede del governo del distretto era a Winnipeg in Manitoba. Il distretto di Keewatin non aveva comunque alcuna rappresentanza in seno alla Camera dei Comuni canadese o al Senato canadese.

## Storia dal 1905-1999
Il distretto di Keewatin divenne uno dei quattro distretti dei Territori del Nord-Ovest, gli altri tre erano il distretto di Ungeva, il distretto di Mackenzie e il distretto di Franklin. A causa delle inverni rigidi e la mancanza di vie di navigazione interna, gli insediamenti rimasero isolati e anche la popolazione nativa Inuit fu scarsa: nel 1950 si contavano solo 2000 persone in tutto il distretto.
Il 1º aprile 1999 la Regione del Keewatin è stato formalmente sciolta con la creazione del Nunavut da una porzione dei Territori del Nord-Ovest includendo quello che rimaneva del Keewatin stesso.